# Čauchi
Čauchi (gruzínsky ჭაუხი) je hora nebo soustava vrcholů na hlavním kavkazském hřebeni v pohoří Velký Kavkaz mezi řekami Snosckali (pravému přítoku Těreku na západě, Chevsureti Aragvi na východě a Bakurchevi (též Černá Aragvi, gruz. Gudamaqvri Aragvi) na jihu.
Masiv Čauchi je tvořen, na rozdíl od okolních břidličných horstev, vyvřelými horninami, zejména andezity a dacity.
Severně od vrcholů se nachází sedlo Čauchi (3338 m), kterým vede turistická trasa z Rošky do Džuty. Masivu Čauchi se přezdívá gruzínské Dolomity.

## Externí odkazy

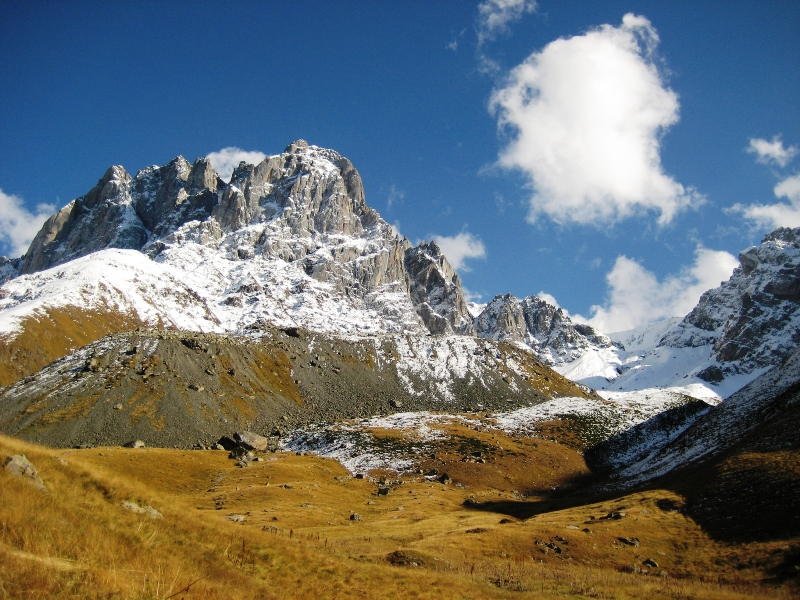
Čauchi severní, pohled z údolí od osady Juta

## Vrcholy Čauchi
| Vrchol                     | Nadmořská výška (m) | Souřadnice                       |
| -------------------------- | ------------------- | -------------------------------- |
| Čauchi, též Čauchi západní | 3 688               | 42°31′50″ s. š., 44°46′19″ v. d. |
| Čauchi severní             | 3 842               | 42°32′43″ s. š., 44°47′32″ v. d. |
| Čauchi východní            | 3 591               | 42°31′51″ s. š., 44°49′31″ v. d. |